# 3451 Ментор
3451 Ментор — це великий астероїд, що належить до групи троянців Юпітера, і має приблизний діаметр 120 км (75 миль). Він був відкритий 19 квітня 1984 року чеським астрономом Антоніном Мркосом в обсерваторії Клеть Чехії. Ментор є рідкісним астероїдом типу X, що означає, що його поверхня складається з металевих і кам'яних матеріалів. Цей астероїд обертається навколо Юпітера, рухаючись разом з іншими троянцями. Ментор є одним з найбільших астероїдів у цій групі. Він має період обертання 7,7 години. Астероїд отримав свою назву на честь Ментора з давньогрецької міфології. У міфах він був старим другом і наставником Одіссея, а також батьком воїна Імбрія, який воював на боці Троянців під час Троянської війни.

## Орбіта та класифікація

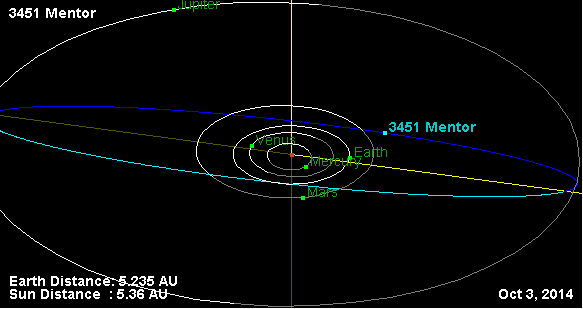
Орбіта астероїда 3451 Ментор

Астероїд 3451 Ментор — це великий об'єкт, що рухається навколо Юпітера в так званому «троянському таборі», а саме в точці Лагранжа L5. Це означає, що він розташований приблизно на 60° позаду Юпітера по його орбіті. В цій точці гравітація Сонця та Юпітера врівноважуються, що дозволяє астероїду залишатися стабільним у своєму положенні відносно планети.
Його орбіта проходить на відстані від 4,8 до 5,5 астрономічних одиниць (а.о.) від Сонця. Повний оберт навколо Сонця він здійснює приблизно за 11 років і 8 місяців (4254 дні). Його середня орбітальна відстань — 5,14 а.о. Орбіта Ментора має ексцентриситет 0,07, що означає, що вона майже кругла, але трохи витягнута. Нахил його орбіти до площини екліптики становить 25°, що є досить великим значенням для троянців Юпітера. Перші зафіксовані спостереження цього астероїда відбулися ще у квітні 1950 року в сімеїзькій обсерваторії, де він отримав позначення 1950 HG1. Однак визначити точну орбіту вдалося лише в березні 1983 року під час спостережень у Кримській астрофізичній обсерваторії. Через рік після цього, у 1984 році, його офіційно відкрили в обсерваторії Клеть.

## Фізичні характеристики
Астероїд Ментор має кілька різних класифікацій, які описують його фізичні характеристики та склад. Згідно з класифікацією SMASS, він належить до X-типу. Ця класифікація базується на спостереженнях, отриманих за допомогою даних SDSS (Слоанівський цифровий огляд неба) та Pan-STARRS (Pan-STARRS1), двох великих астрономічних оглядів неба. Згідно з дослідженнями за допомогою космічного телескопа Wide-field Infrared Survey Explorer (WISE), Ментор також був класифікований як астероїд типу P, що вказує на його давній склад. Це підтверджує, що Ментор складається з первинних, мало змінених матеріалів, які виникли на ранніх етапах формування Сонячної системи. Інша класифікація цього астероїда — вуглецевий астероїд типу C, згідно з даними Collaborative Asteroid Lightcurve Link (CALL). В астероїді наявна велика кількость вуглецевих сполук на поверхні, що робить Ментор схожим на інші астероїди цього типу, які є темними та багатими на вуглецеві матеріали. Крім того, індекс кольору V—I для Ментору становить 0,77, що є значно нижчим, ніж у типових астероїдів типу D, які часто зустрічаються серед троянців Юпітера.

### Період обертання
3451 Ментор був об'єктом численних фотометричних спостережень, що допомогли точно визначити його період обертання. Перше спостереження цього астероїда було зроблене Вільямом Хартманном у 1988 році. Але в 1993 році Стефано Моттола за допомогою телескопа ESO 1-метр в обсерваторії Ла-Сілья в Чилі отримав перше точне значення періоду обертання, який становив 7,675 ± 0,019 години, з варіацією яскравості на 0,18 ± 0,01 зоряної величини. Подальші спостереження Моттоли в обсерваторії Калар-Альто в 1998 році уточнили період до 7,700 ± 0,019 години, а амплітуда коливань яскравості зменшилася до 0,15 ± 0,01 зоряної величини.
У 2006 і 2007 роках інші дослідники провели нові спостереження, що дали значення періоду обертання 7,68 і 7,682 години відповідно в обсерваторії Роке-де-лос-Мучачос, а також 7,70 години в обсерваторії Оклі. Інші вимірювання, зроблені між 2006 і 2010 роками, дали значення періоду, яке варіювалося від 7,699 до 7,727 години. Наприклад, вчені Лоран Бернасконі отримав результат 7,699 години, Федеріко Манціні — понад 6 годин, а Рене Рой визначив період 7,727 і 7,6 години. Подальші спостереження, проведені Даніелем Колі і Робертом Стефенсом у 2010 році, а також Центром досліджень Сонячної системи з 2013 по 2017 роки, надали чотири чітко визначених періоди, серед яких були 7,702 ± 0,002 і 7,730 ± 0,001 години з амплітудами яскравості 0,46 і 0,21 зоряної величини відповідно.

### Діаметр і альбедо
За результатами спостережень японського супутника Akari та місії NEOWISE за допомогою космічного телескопа WISE, діаметр астероїда Ментор варіюється від 117,91 до 126,29 км. Його поверхня має альбедо (відношення відбитого світла до поглиненого) в діапазоні від 0,075 до 0,044, що вказує на досить темну поверхню. Згідно з припущеннями Collaborative Asteroid Lightcurve Link (CALL), стандартне альбедо для вуглецевих астероїдів, до яких належить Ментор, становить близько 0,057. На основі абсолютної зоряної величини 8,4 було обчислено, що діаметр Ментору складає 116,30 км.

## Назва
Астероїд 3451 Ментор отримав свою назву на честь Ментора з давньогрецької міфології. Ментор був батьком Імбрія та сином воїна Імбруса з Педасею. Він відомий своєю участю у Троянській війні, де боровся на боці Троянців проти греків. У творі Гомера «Іліада» Ментор описаний як людина, що володіла великою кількістю коней. Офіційне повідомлення про присвоєння імені астероїду було опубліковане Центром малих планет 29 листопада 1993 року (M.P.C. 22829).